# Un chef de rayon explosif
Pour plus de détails, voir Fiche technique et Distribution.
Un chef de rayon explosif (Who's Minding the Store?) est un film américain réalisé par Frank Tashlin, sorti en 1963, avec Jerry Lewis et Jill St. John.

## Synopsis
Raymond Phiffier travaille comme employé subalterne dans les grands magasins Tuttle. Ignorant que sa dulcinée est la fille de son employeur, il est follement amoureux de la jolie Barbara. Celle-ci est elle-même fort éprise, et elle multiplie les précautions pour cacher sa véritable identité. Cependant, l'agressive et autoritaire Mme Tuttle apprend cette idylle. Elle tient Raymond pour un minable et, pour en convaincre sa fille, elle charge M. Quimby, directeur des magasins, d'imposer à Raymond des tâches inutiles et humiliantes.

## Fiche technique
- Titre original : Who's Minding the Store ?
- Réalisation : Frank Tashlin
- Scénario : Harry Tugend et Frank Tashlin, d'après une histoire de Harry Tugend
- Production : Paul Jones
- Distribution : Paramount Pictures
- Photographie : W. Wallace Kelley, A.S.C.
- Couleurs par Technicolor
- Consultant couleurs pour Technicolor : Richard Mueller
- Décors : Sam Comer et James Payne
- Montage : John Woodcock (monteur)
- Costumes : Edith Head
- Garde-robe masculine : Sy Devore et Nat Wise
- Effets spéciaux : Paul K. Lerpae, A.S.C.
- Musique : Joseph J. Lilley, dirigée par Irvin Talbot
- Direction artistique : Hal Pereira et Roland Anderson
- Producteur associé : Arthur P. Schmidt
- Genre : comédie
- Durée : 91 minutes
- Sortie aux  États-Unis le 23 novembre 1963
- Source : VHS
- Affiche : Boris Grinsson (France)

## Distribution
- Jerry Lewis (VF : Jacques Dynam) : Norman Phiffier
- Jill St. John : Barbara Tuttle
- Agnes Moorehead (VF : Lucienne Givry) : Phoebe Tuttle
- John McGiver (VF : Maurice Dorléac) : M. Tuttle
- Ray Walston (VF : Roger Carel) : M. Quimby
- Francesca Bellini : Shirley Lott
- Nancy Kulp (VF : Jacqueline Morane) : Mrs. Rothgraber
- John Abbott (VF : Roger Tréville) : Roberts
- Jerry Hausner : Smith
- Peggy Mondo : Lady Wrestler
- Richard Wessel (VF : Henry Djanik) : l'agent de la circulation
- Joe Gray (VF : Serge Nadaud) : Herman, le voleur à l'étalage
- Mary Treen (VF : Paule Emanuele) : la cliente au rayon matelas
- Mickey Finn (VF : Jean Clarieux) : le chauffeur de Taxi
- Kathleen Freeman : Mme Glucksman